# Josef Lenzel

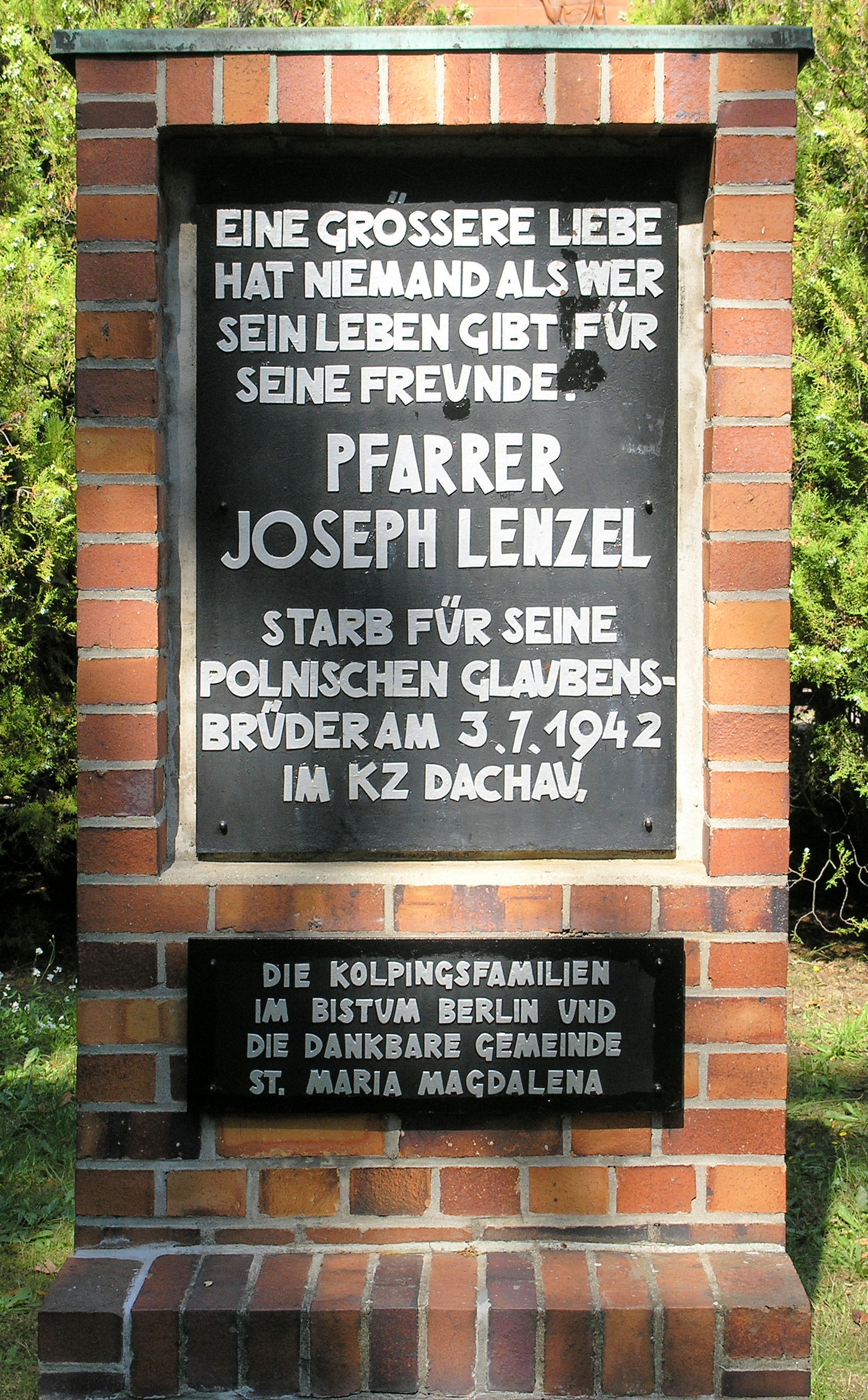
Denkmal auf dem Kirchengrundstück Platanenstraße 22 in Berlin-Niederschönhausen

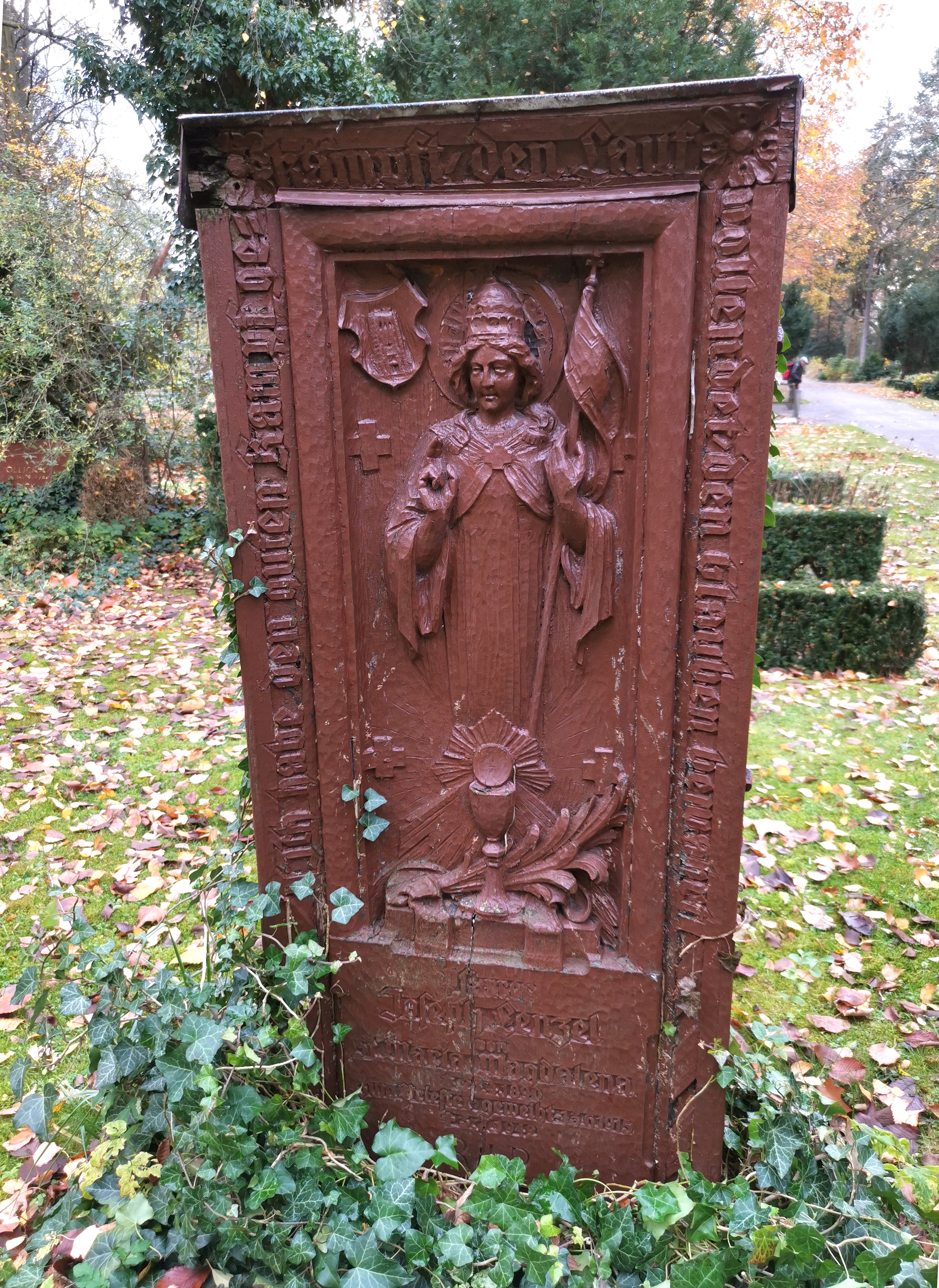
Gedenkstele auf dem Domfriedhof St. Hedwig III in Berlin-Reinickendorf (Feld D 4)

Joseph Lenzel (Joseph August Max Lenzel) (* 21. April 1890 in Breslau, Niederschlesien; † 3. Juli 1942 im KZ Dachau) war ein deutscher römisch-katholischer Priester, Pfarrer, Widerstandskämpfer gegen den Nationalsozialismus, Seelsorger und Verteidiger der Rechte der polnischen Zwangsarbeiter und gilt als Märtyrer.

## Leben
Joseph Lenzel kam 1890 in Breslau als Sohn des Steinsetzers August Lenzel und dessen Ehefrau Franziska, geborene Ruta, auf die Welt. Nach dem Besuch des Breslauer Matthias-Gymnasiums legte er 1911 das Abitur ab und begann in seiner Heimatstadt ein Theologiestudium. Am 13. Juni 1915 empfing Josef Lenzel durch Bischof Adolf Bertram die Priesterweihe im Breslauer Dom. In den Folgejahren übernahm Lenzel verschiedene Seelsorgeaufgaben: wurde Kreisvikar in Wohlau, ab 1916 war er Kaplan in der Pfarrgemeinde St. Georg in Pankow bei Berlin. Am 15. Mai 1929 wurde Lenzel zum Kuratus der neuen Kapellengemeinde St. Maria Magdalena in Niederschönhausen ernannt.
Er war zudem Präses der Kolpingsfamilie Berlin-Zentral. Im Rahmen seines Amtes und darüber hinaus kümmerte sich Josef Lenzel um das Wohl seiner Gemeindemitglieder und insbesondere um den Bau des neuen Gotteshauses in Niederschönhausen. Lenzel trug auch mit eigenen umfangreichen Spenden für die Ausstattung der Kirche bei, u. a. zahlte er den Guss der Glocken, die Herstellung der Figuren und stiftete einen Messkelch. Pfarrer Oskar Feige, der der Georgsgemeinde in Pankow vorstand, schrieb später dazu: „Seine Aufwendungen für das schöne Gotteshaus in der Platanenstraße waren beträchtlich.“
Während der Zeit des Nationalsozialismus blieb Lenzel den christlich-humanen Lebenszielen verbunden, er verweigerte beispielsweise den Hitlergruß, verkehrte mit jüdischen Familien und bezog prekäre Situationen geschickt in seine Predigten mit ein. Das blieb der Gestapo nicht lange verborgen, sie bespitzelte ihn und verhörte ihn auch wiederholt.
Im Spätsommer 1940 hatte Pfarrer Lenzel erfahren, dass auf dem Gelände des Schlosses Schönholz ein Lager für polnische Zwangsarbeiter eingerichtet worden war. Diese rund 450 Burschen und Mädel (wie es in der Chronik hieß) mussten in Borsigwalde in der Deutsche(n) Waffen- und Munitionsfabrik arbeiten. Er erwirkte sowohl bei der Lagerleitung als auch bei dem leitenden Beamten der Fabrik die Zustimmung, dass für diese jungen Menschen, die überwiegend katholischen Glaubens und vom Arbeitsamt Posen hierher geschickt worden waren, in seiner Magdalenenkirche Gottesdienste stattfinden können, allerdings getrennt von den deutschen Volksgenossen. Erstmals kamen daher am 10. November die Polen in die Kirche und hörten die Predigt in lateinischer Sprache. Pfarrer Lenzel hatte zuvor noch das katholische Ordinariat und die Pankower Polizeidienststelle benachrichtigt; trotzdem erhielt er ein paar Tage später eine Vorladung zum Polizeipräsidium, weil angezeigt worden war, dass doch deutsche Katholiken beim Gottesdienst anwesend gewesen seien. In weiteren rein polnischen Gottesdiensten ließ Lenzel zu, dass die Kirchgänger Lieder in polnischer Sprache sangen und ließ durch einen Dolmetscher mitteilen, dass er ihnen die Generalabsolution erteilen könne. Das wurde dankbar und in großer Zahl angenommen. Als später wegen einer Lagersperre niemand Ausgang bekam, fand sich eine Gruppe von 20 polnischen Frauen aus der Kanonierstraße in Berlin-Mitte zum Gottesdienst ein. Lenzel erfuhr in diesem Zusammenhang auch von weiteren Zwangsarbeitern aus verschiedenen Nationen, die nicht in Lagern, sondern bei Bauern oder in Gasthäusern untergebracht waren, und lud diese Menschen ebenfalls zum Kirchenbesuch ein. Nur wenige folgten dem freundlichen Angebot. Pfarrer Lenzels christliche Nächstenliebe ging schließlich so weit, dass er für Gottesdienste, die ein Priester in einem französischen Kriegsgefangenenlager in der Lichtenberger Wartenbergstraße abhalten durfte, liturgische Kultgeräte auslieh.

Im Jahr 1941 vertraute Lenzel der Chronik folgende Nachricht an:

„Heute, am Feste der Hl. Familie erfahre ich, dass ein Mann in unserer Gemeinde, der mir übel will, Material gegen mich sammelt. Er wäre bald so weit, dass ich an die Mauer gestellt werden kann. […] Herr, dein Wille geschehe! Nur eine Bitte habe ich: Lass mich sterben als Bekenner deines hl. Namens, schenke mir die Gnade des Martyriums!“

 Der Name des Spitzels wurde ihm zwar nicht mitgeteilt, aber Lenzel schreibt, dass er ihn kenne und weiß, was er gegen „seinen Pfarrer plant. Er behauptet, ein 'Luisenapostel' zu sein, aber er ist ein Judas“.

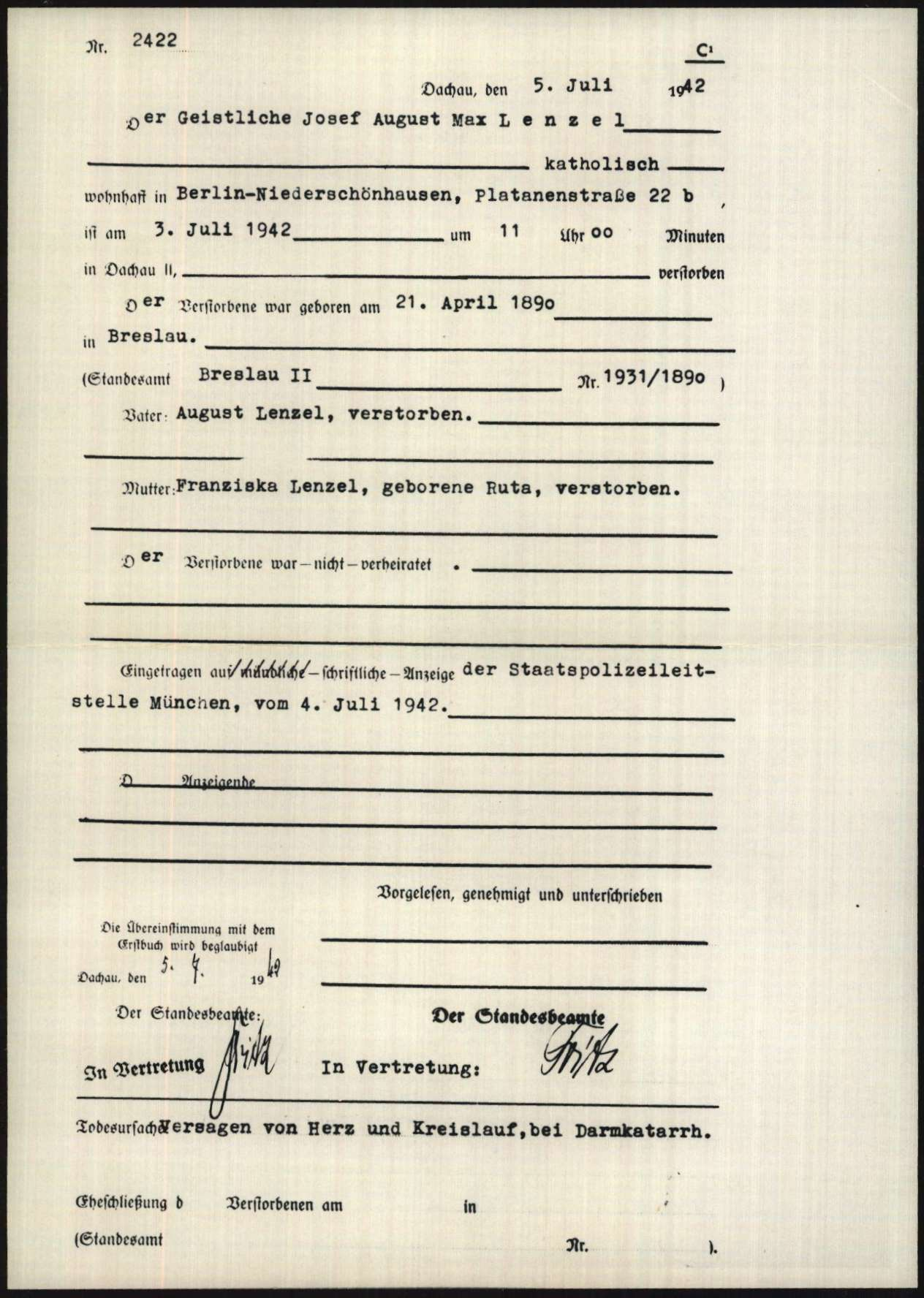
Sterbeurkunde von Josef Lenzel als Gefangener im nationalsozialistischen Konzentrationslager Dachau. Gemeldete Todesursache: „Versagen von Herz und Kreislauf, bei Darmkatarrh“.

Schließlich wurde Pfarrer Josef Lenzel unter der Anschuldigung „Vergehen gegen das Heimtückegesetz“ am 7. Januar 1942 verhaftet. Er musste danach zunächst im Arbeitslager in der Wuhlheide selbst Zwangsarbeit leisten, die Nazis brachten ihn aber bald ins Konzentrationslager Dachau, wo die brutalen Methoden seine Gesundheit beeinträchtigten. Er starb dort kurz nach seiner Überführung am 3. Juli 1942. Die am 20. Juli 1942 durch das Standesamt Dachau II ausgestellte Sterbeurkunde enthält keine konkrete Todesursache.

## Gedenken

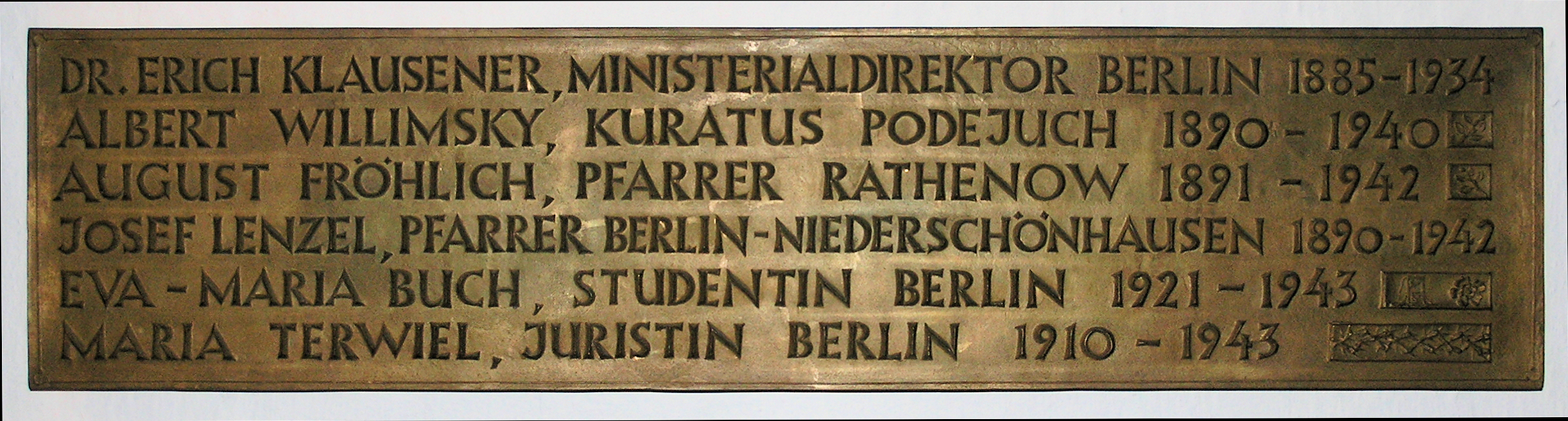
Gedenktafel der Märtyrer der NS-Zeit in der Krypta der St. Hedwig-Kathedrale in Berlin-Mitte

- Vor der Kirche St. Maria Magdalena in Berlin-Niederschönhausen steht seit 1980 ein Denkmal für Lenzel. Dieses löste eine bereits 1946 von der Organisation VVN am Gotteshaus angebrachte Gedenktafel ab.
- Auf der Gedenktafel am Bebelplatz, in der Krypta der St.-Hedwigskathedrale, Berlin-Mitte, findet sich auch Lenzels Name.
- Auf dem katholischen Domfriedhof St. Hedwig III in Berlin-Reinickendorf befindet sich eine Holzstele mit Relief zum Gedenken an ihn.
- In Berlin-Neukölln wurde der Lenzelpfad und am 21. April 1990 in Pankow-Niederschönhausen die Pfarrer-Lenzel-Straße nach ihm benannt.
- Die katholische Kirche hat Pfarrer Josef Lenzel im Jahr 1999 als Glaubenszeugen in das deutsche Martyrologium des 20. Jahrhunderts aufgenommen.

## Quelle und Einzelnachweise
- Chronik der St. Maria-Magdalena-Gemeinde, geführt von Pfarrer Lenzel zwischen 1927 und 1942; digitalisiert auf 190 Seiten, handschriftlich 377 Seiten.

1. 1 2  Standesamt Breslau II: Geburtenregister. Nr. 1931/1890.
2. 1 2 3  Thomas Vieweg: Joseph Lenzel. Ein mutiger Seelsorger, der für seine Überzeugungen starb. In: Festschrift zum 75. Kirchweih-Jubiläum 2005, S. 45 ff.
3. ↑  Chronik, S. 333–336.
4. ↑  Chronik, S. 337–341.
5. ↑  Chronik, S. 346ff.
6. ↑   Diözesanarchiv Berlin: Joseph Lenzel. (Memento vom 31. März 2012 im Internet Archive) Abgerufen am 6. Mai 2011.

| Personendaten    | Personendaten                                                                   |
| ---------------- | ------------------------------------------------------------------------------- |
| NAME             | Lenzel, Josef                                                                   |
| ALTERNATIVNAMEN  | Lenzel, Joseph; Lenzel, Joseph August Max                                       |
| KURZBESCHREIBUNG | deutscher römisch-katholischer Theologe, Widerstandskämpfer gegen das NS-Regime |
| GEBURTSDATUM     | 21. April 1890                                                                  |
| GEBURTSORT       | Breslau                                                                         |
| STERBEDATUM      | 3. Juli 1942                                                                    |
| STERBEORT        | KZ Dachau                                                                       |